# Marquesado de Saliquet
El marquesado de Saliquet fue un título nobiliario español creado por Francisco Franco el 1 de abril de 1950 en favor del teniente general del Ejército de España Andrés Saliquet Zumeta.
El marquesado fue suprimido el 21 de octubre de 2022 tras la entrada en vigor de la Ley de Memoria Democrática.

## Denominación
La denominación de la dignidad nobiliaria refiere al apellido paterno del primer titular, por lo que fue universalmente conocida la persona a la que se le otorgó dicha merced nobiliaria.

## Carta de otorgamiento
El título nobiliario se le otorgó por los méritos siguientes: 

«...a don Andrés Saliquet Zumeta, Teniente General, Jefe del Ejército del Centro, cuyo mando ejerció victoriosamente...».
Decreto de 1 de abril de 1950. Publicado en el Boletín Oficial del Estado núm. 91, de 1 de abril de 1950, página 1386.

## Armas
De merced nueva. En campo de sinople, una faja ajedrezada de cuatro órdenes de gules y oro, acompañada de tres palomas de plata, dos en lo alto afrontadas y una en lo bajo. Bordura de azur con cinco cruces de plata.

## Marqueses de Saliquet
|                               | Titular                       | Periodo                       |
| Creación por Francisco Franco | Creación por Francisco Franco | Creación por Francisco Franco |
| ----------------------------- | ----------------------------- | ----------------------------- |
| I                             | Andrés Saliquet Zumeta        | 1950-1959                     |
| II                            | María Luisa Saliquet Balbás   | 1960-2022                     |

## Historia de los marqueses de Saliquet
- Andrés Saliquet Zumeta (Grillet y Durán) (1877-1959), I marqués de Saliquet, militar de alto rango del bando nacional que había ostentado importantes puestos durante y ocupó la jefatura del Ejército del Centro del bando sublevado durante la Guerra Civil, teniente general del ejército de España.

Casó en primeras nupcias con María del Carmen Navarro y Alonso de Celada (1887-1904), con quien tuvo a: Andrés Saliquet Navarro (1901-1934), capitán de Infantería, casado con María de la Visitación Balbás Torcida, y Luis Saliquet Navarro (m. 1998), coronel de Infantería, casado con Juana Schumann. Casó en segundas nupcias (1921) con Irene Laynez-Manuel y Ferrer (n. 1887), con quien tuvo a: Fernando Saliquet Laynez-Manuel (m. 2008), capitán de Navío, ingeniero de las Armas Navales, caballero laureado de la Real y Militar Orden de San Fernando, casado con María de las Mercedes de la Torre, y Irene Saliquet Laynez-Manuel. El 6 de mayo de 1960, tras orden del 7 de marzo del mismo año para que se expida la correspondiente carta de sucesión (BOE del 23 de marzo), le sucedió su nieta paterna, hija de su hijo primogénito, Andrés Saliquet Navarro:
- María Luisa Saliquet Balbás, II marquesa de Saliquet.

Casada y con descendencia.